# 욘판
욘판(중국어 간체자: 杨凡, 정체자: 楊凡, 병음: Yáng Fán, 1947년 10월 14일 ~ )은 중국 출생 홍콩과 타이완의 영화 감독이자 사진가이다.

## 출연 작품
- 그래피티 (2011)

## 같이 보기
- 홍콩 영화
- 중국 영화